# Kontinentální podnebí

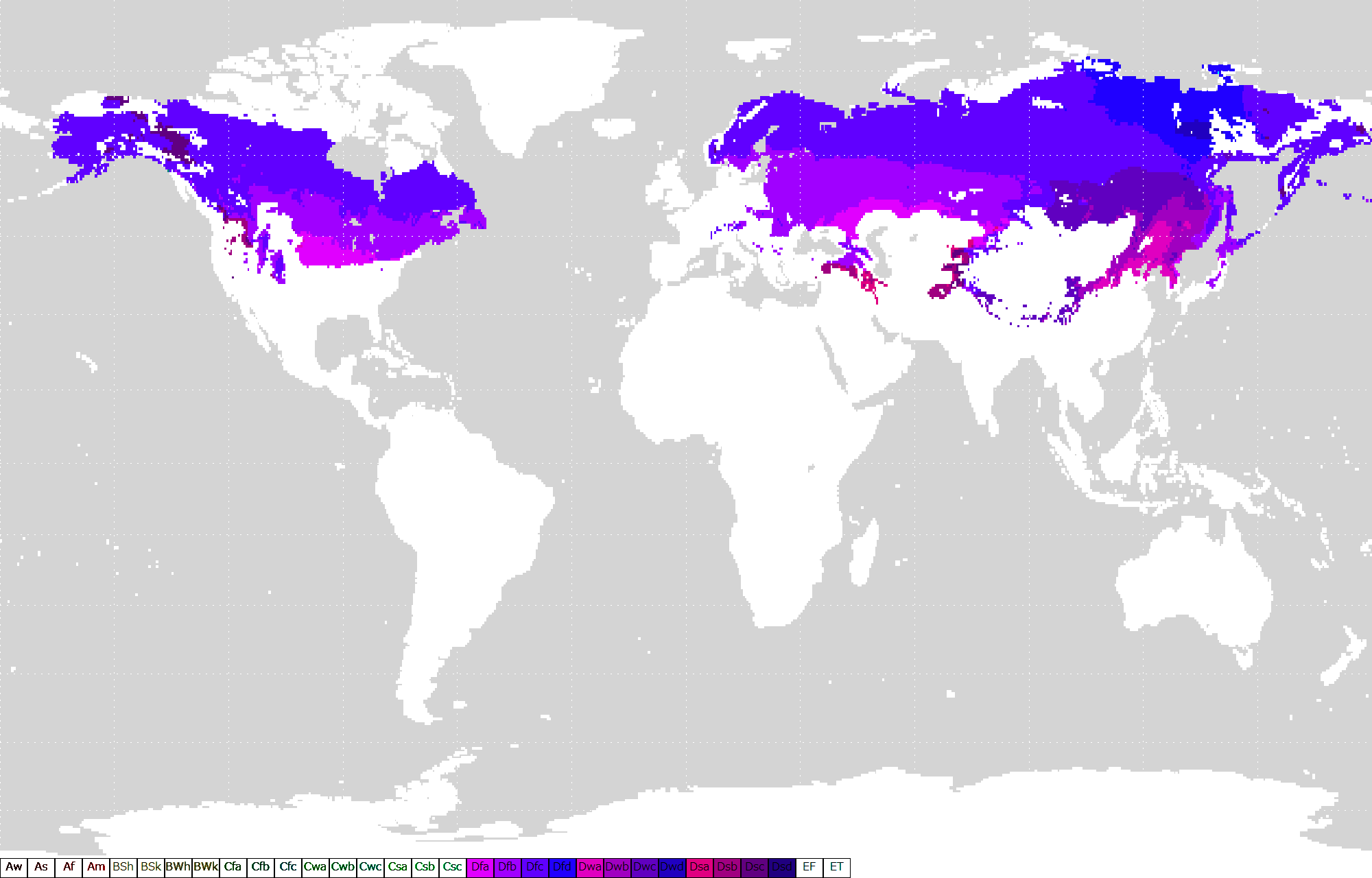
Různé druhy kontinentálního podnebí – typický jev hlavně pro Kanadu, Spojené státy, Rusko a Čínu

Kontinentální (též pevninský) typ podnebí se vyznačuje velkými denními i ročními rozdíly teploty vzduchu, malou oblačností a nízkými úhrny srážek. Tento typ podnebí je charakteristický pro vnitrozemí vyšších zeměpisných šířek, prakticky se vyskytuje zejména ve východní části Evropy, severní Asii a ve značné části Severní Ameriky. Na jižní polokouli se vzhledem k nedostatku souvislé souše jako podnebný typ nenachází, kontinentalita jako odlišnost vnitrozemského a pobřežního klimatu se ovšem projevuje i zde.
Zatímco v létě jsou teploty a počasí v oblastech s kontinentálním podnebím mnohdy na stejné úrovni, jako je tomu například ve střední Evropě a objevují se nezřídkakdy i vlny veder, v zimě klesají hluboko pod bod mrazu. Průměrná letní teplota v těchto oblastech činí během dne 21 °C až 32 °C, v noci klesá k rozmezí 10 °C až 18 °C. V zimě se pak pohybuje kolem hodnot −12 °C do 7 °C (ve dne) a −23 °C do 4 °C (v noci).